# George Colman der Ältere

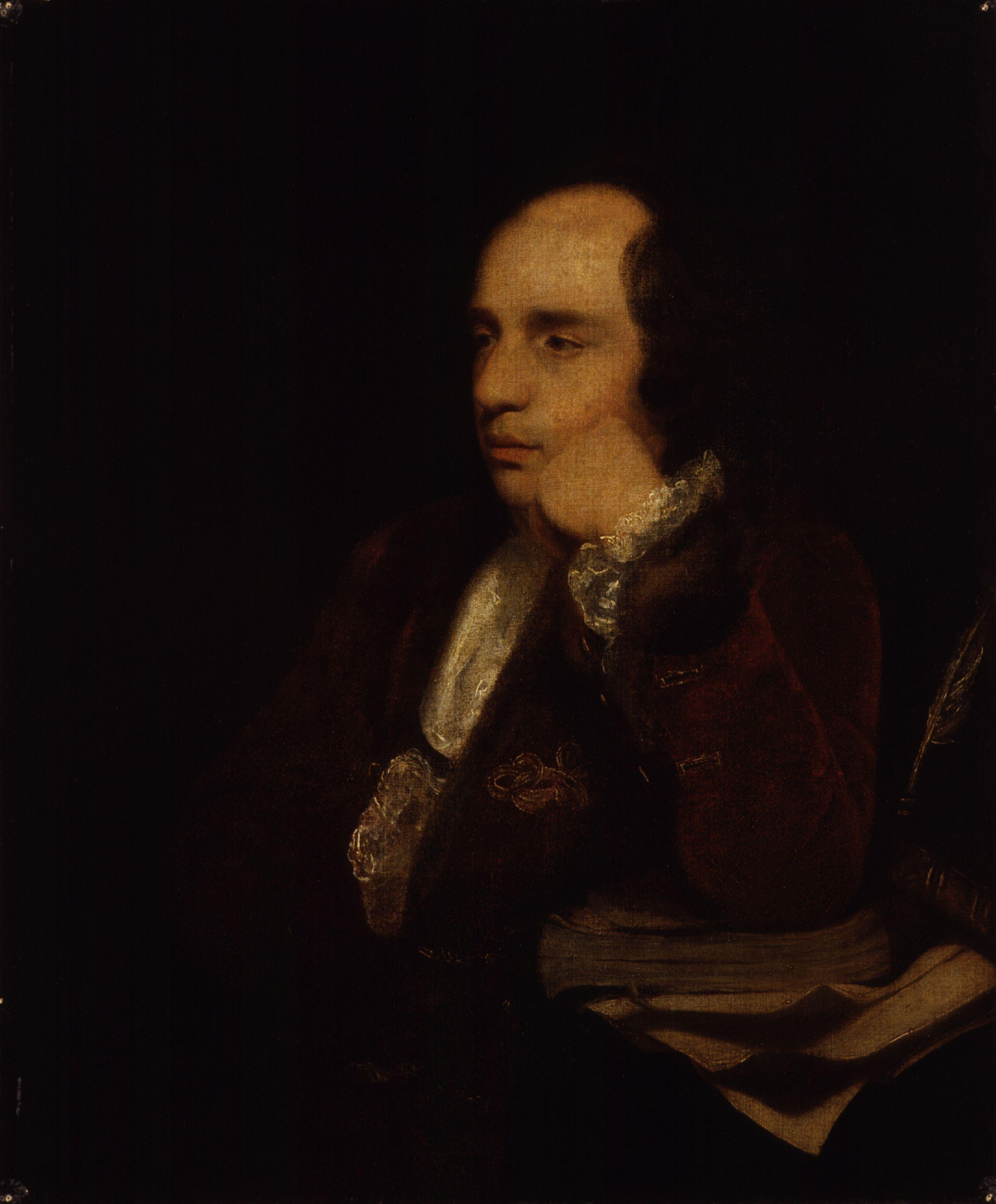
George Colman der Ältere, Joshua Reynolds, 1768–1770

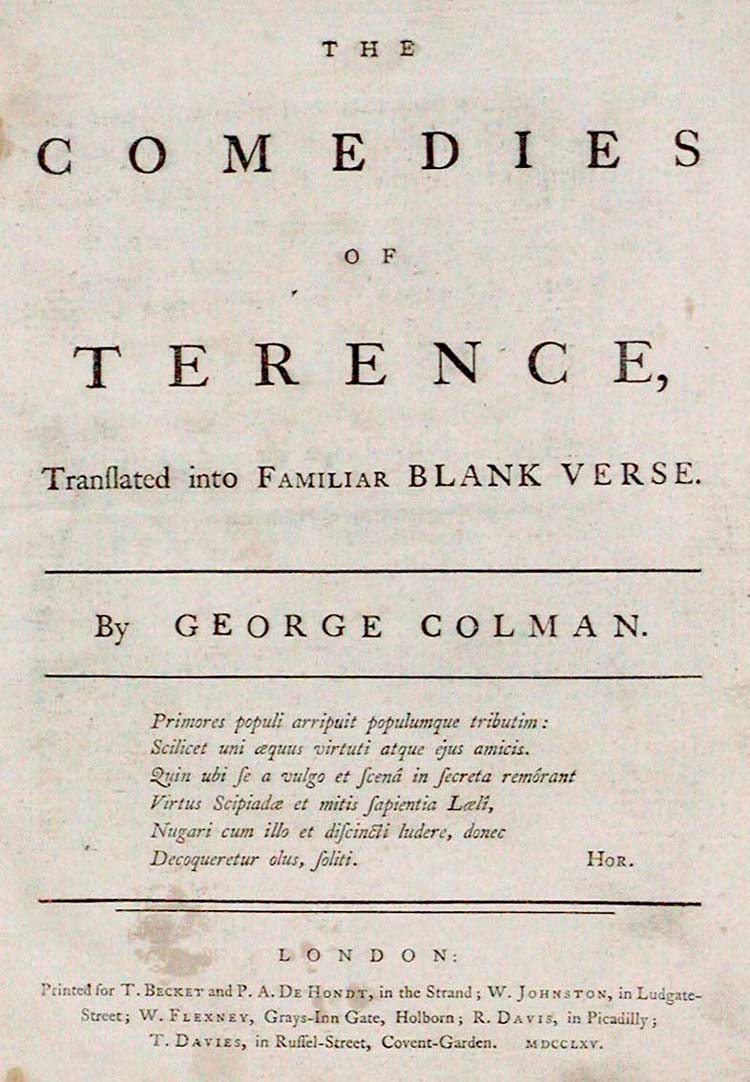
Titelblatt von Terence

George Colman der Ältere (* April 1732 in Florenz; getauft am 18. April 1732 in Florenz; † 14. August 1794 in London) war ein englischer Dramatiker und Theaterleiter. Er ist der Vater des Schriftstellers George Colman der Jüngere. 

## Leben und Werk
Gerge Colman wurde 1732 in Florenz geboren, wo sein Vater Francis Colman britischer Resident am Hof des Großherzogs der Toskana war. Colmans Vater starb bereits 1733, woraufhin der kleine Junge von William Pulteney, dem späteren Lord Bath, erzogen wurde. William Pulteney war mit einer Schwester von Colmans Mutter Mary Gumley verheiratet.
Colman erhielt seine erste Bildung in einer Privatschule in Marylebone. Daraufhin besuchte er die Westminster School in London und studierte dann an der Christ Church (Oxford). Bereits in seiner früheren Jugend wurde er in beiden Lehranstalten mit mehreren Männern vertraut, die sich in der Folge als Schriftsteller berühmt machten, u. a. mit Robert Lloyd und Charles Churchill, der ihn in seiner Rosciad rühmlich beurteilte. In Oxford machte Colman auch die Bekanntschaft des Parodisten Bonnell Thornton, mit dem er die wöchentlich erscheinende Zeitung The Connoisseur gründete, die von 1754 bis 1756 bestand. Nach dem Abschluss seines Studiums in Oxford 1755 wurde er Mitglied der Anwaltskammer Lincoln’s Inn und nach seiner Rückkehr nach London 1757 als Barrister zugelassen. Seine Freundschaft mit David Garrick war zwar seiner Karriere als Anwalt nicht förderlich, doch übte er seine juristische Tätigkeit aus Respekt vor den Wünschen von Lord Bath bis zu dessen Tod aus.
Relativ frühzeitig vertauschte Colman seine Anwaltstätigkeit mit der Hinwendung zur Poesie, insbesondere zum Drama. Er verfasste über dreißig erfolgreiche Theaterstücke, darunter Übersetzungen aus dem Französischen. Gleich sein erstes Stück Polly Honeycombe (1760), eine geistreiche Parodie auf den Geschmack seiner Zeit für sentimentale Literatur, fand großen Beifall, der sich bei seiner am 12. Februar 1761 im Drury Lane Theatre, London, uraufgeführten Komödie The Jealous Wife noch steigerte. Letzteres Stück basiert auf Henry Fieldings Tom Jones. Durch den Tod von Lord Bath 1764 fiel Colman ein Erbe zu, das ihm eine gewisse finanzielle Unabhängigkeit verschaffte. Im nächsten Jahr gab er eine metrische Übersetzung der Komödien des Terenz (London 1765) heraus. 1766 verfasste er mit Garrick The Clandestine Marriage, doch führte Garricks Weigerung, die Rolle des Lord Ogleby zu übernehmen, zu einem Streit zwischen den beiden Autoren.
1767 gab John Beard die Aufsicht über die Bühne des Covent Garden Theatre auf und verkaufte dieses an Colman, Harris, Powels und Rutherford. Wegen dieses Entschlusses Colmans, Mitbesitzer des Theaters zu werden, soll der General  Pulteney sein Testament widerrufen haben, in dem er Colman ausgedehnte Güter vermacht hatte. Der im gleichen Jahr verstorbene General hinterließ ihm indessen ein beträchtliches jährliches Einkommen. Colman leitete dann das Covent Garden Theatre sieben Jahre lang und inszenierte während dieser Zeit mehrere Bearbeitungen von Stücken Shakespeares. 1768 wurde er in den Literary Club gewählt, der damals nominell aus 12 Mitgliedern bestand.
Da sich Colman mit seinen Partnern zerstritt, verkaufte er 1774 seinen Anteil am Covent Garden Theatre an James Leake und erwarb drei Jahre später von Samuel Foote das kleine Haymarket-Theater, das er zu hoher Blüte führte. 1785 wurde Colman an einer Seite von einer fast vollständigen Lähmung befallen und seit 1789 war auch seine Geisteskraft stark beeinträchtigt. Er starb am 14. August 1794 im Alter von 62 Jahren in einer Nervenheilanstalt in Paddington.
Colman verfasste auch viele Prologe und Epiloge, so für Sheridans The School for Scandal, und gab die Schauspiele von Ben Jonson sowie 1778 jene von Francis Beaumont und John Fletcher heraus. Daneben verfertigte er Bearbeitungen von Beaumonts und Fletchers Tragikomödie Bonduca, von Ben Jonsons Epicœne und Volpone, sowie von John Miltons Comus. Er übersetzte ferner die Ars poetica des Horaz (1783); außerdem publizierte er eine hervorragende Übertragung von Plautus’ Mercator für die Ausgabe von Bonnell Thornton (1769–72). Schon 1777 wurde eine unvollständige Sammlung seiner Dramatic Works in 4 Bänden veröffentlicht. Seine Miscellaneous Works erschienen 1787 in 3 Bänden, und im gleichen Jahr kam auch seine Prose on Several Occasions Accompanied with Some Pieces in Verse in 3 Bänden heraus.

## Schauspiele (Auswahl)
- Polly Honeycombe, 1760
- The Jealous Wife, 1761 (deutsch Die eifersüchtige Ehefrau, 1764)
- The Clandestine Marriage, mit David Garrick, 1766 (deutsch Die heimliche Heirat)
- The English Merchant, 1767
- The Man of Business, 1774